# Skírnir

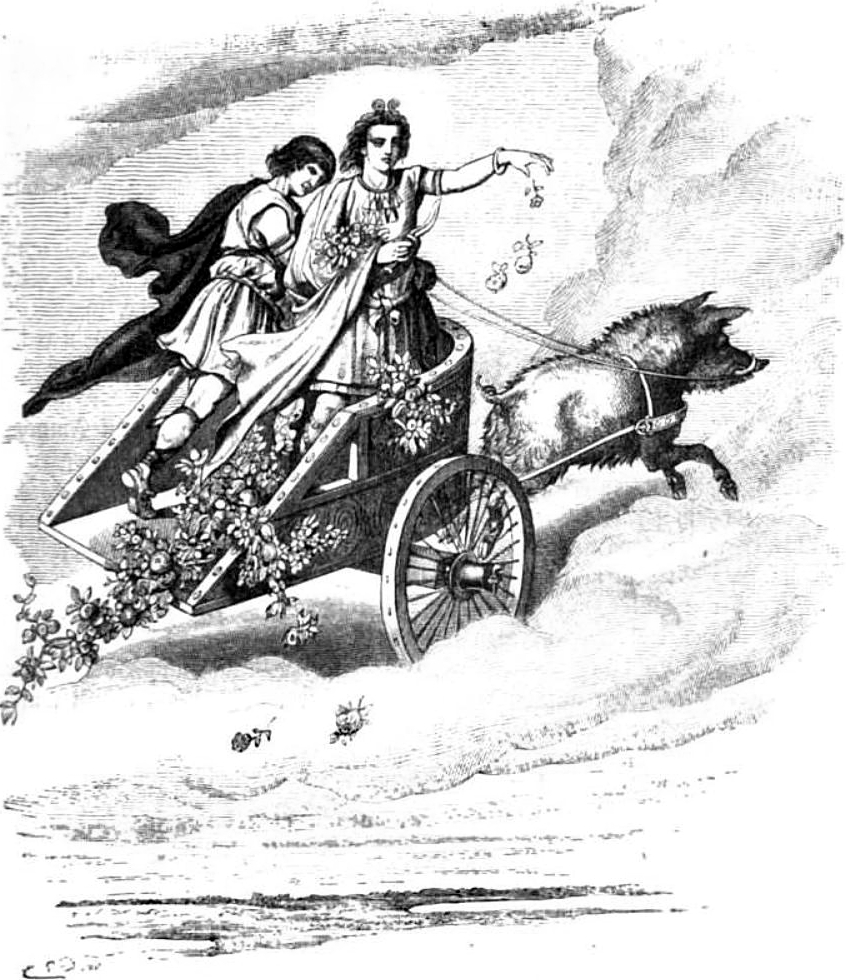
Freyr en Skirnir (op een wagen getrokken door een everzwijn) spreiden vruchtbaarheid over de aarde, 1882

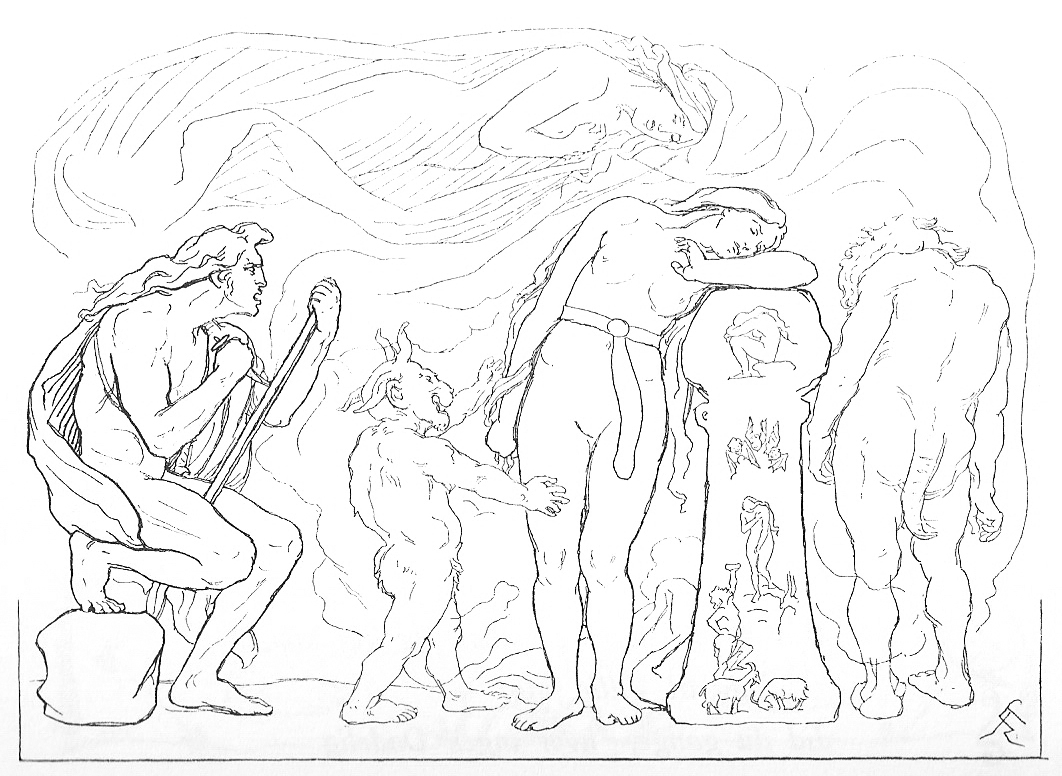
Skirnir bedreigt Gerd, 1907

In de Noordse mythologie is Skírnir de boodschapper en vazal van Freyr.
Skírnír stelt zich aan Gerðr voor als ik ben geen alf, geen Asa-zoon of wijze Vanen. Skirnir betekent straling.

## Rol in verhalen
Skírnír werd naar de Svartalfer in Svartalfheim gestuurd. Daar werd het magische koord Gleipnir gemaakt om Fenrir vast te kunnen binden.
Hij kreeg het zelfstrijdend zwaard van Freyr in bewaring toen hij voor deze god de reuzin Gerðr ging bezoeken in het verblijf van Gymir in Jotunheim. Hij begint bij aankomst meteen zijn pogingen haar tot een huwelijk met Freyr over te halen. De reuzin weigert een huwelijk en slaat Draupnir en de appelen af, maar stemt toch toe als Skírnír dreigt het zwaard te gebruiken om de wereld te bedekken met een laag ijs.
Tijdens Ragnarok vecht Freyr tegen Surtr (die Bifröst doormidden geslagen heeft met Surtalogi). Freyr delft tijdens het gevecht het onderspit, omdat hij zijn zelfstrijdend zwaard aan Skírnír heeft weggegeven

## Afbeeldingen

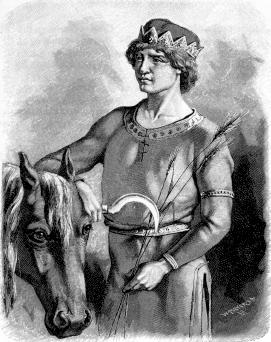
Skírnír, 1893
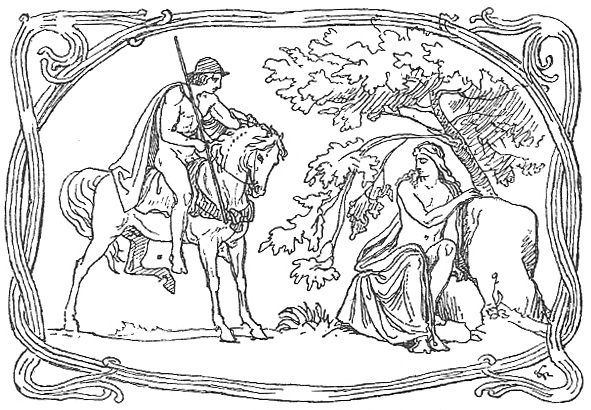
Skirnir en de herder, 1895
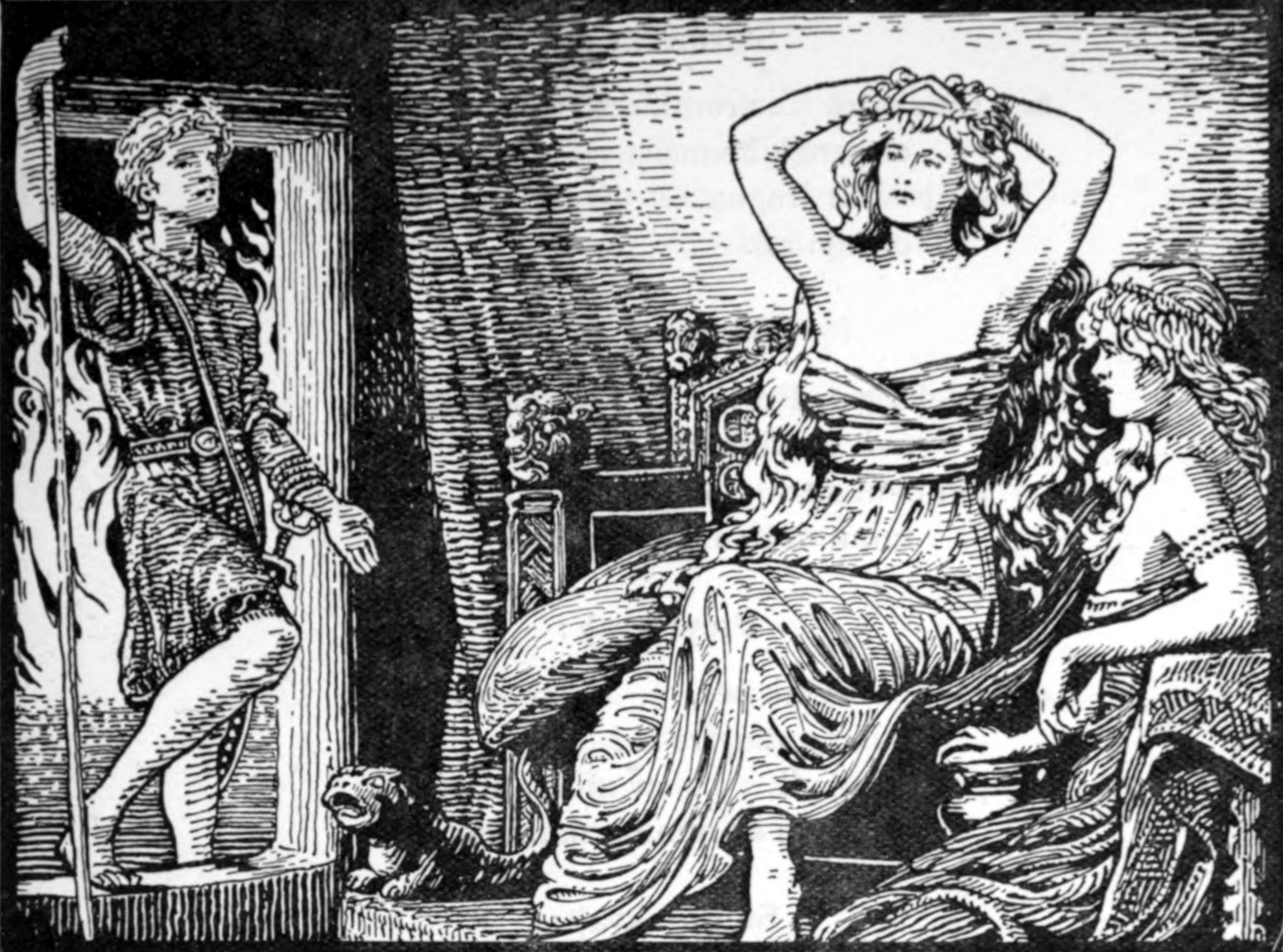
Skírnír's boodschap voor Gerd, 1908
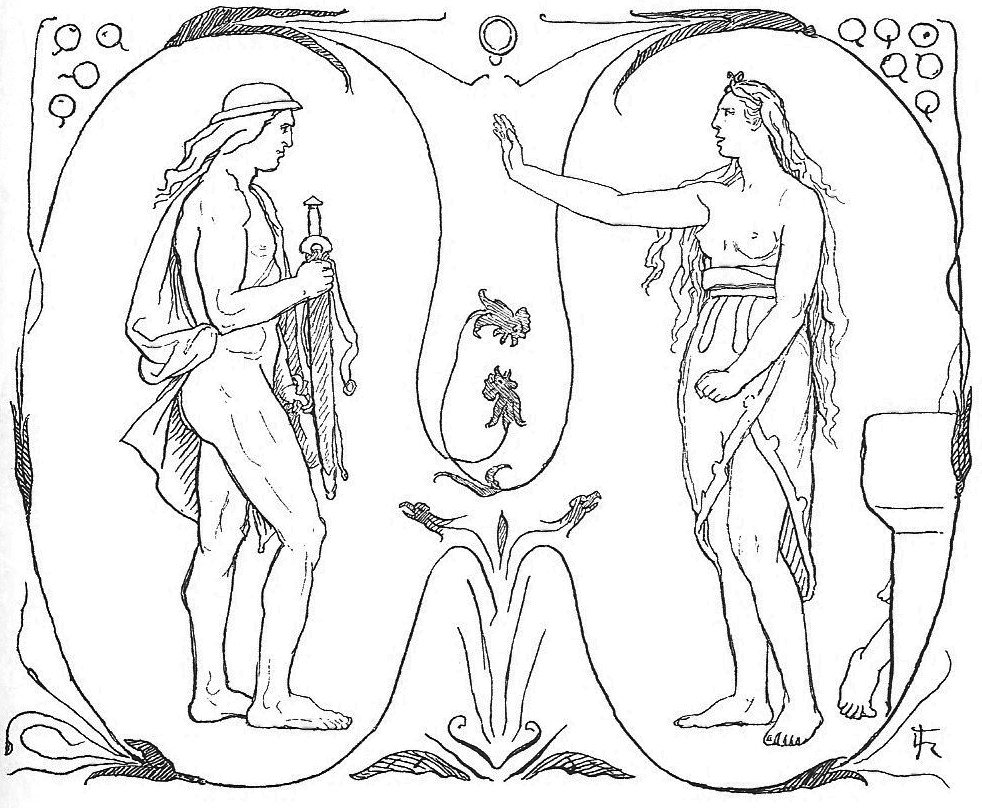
Skírnír bedreigt Gerd, 1895
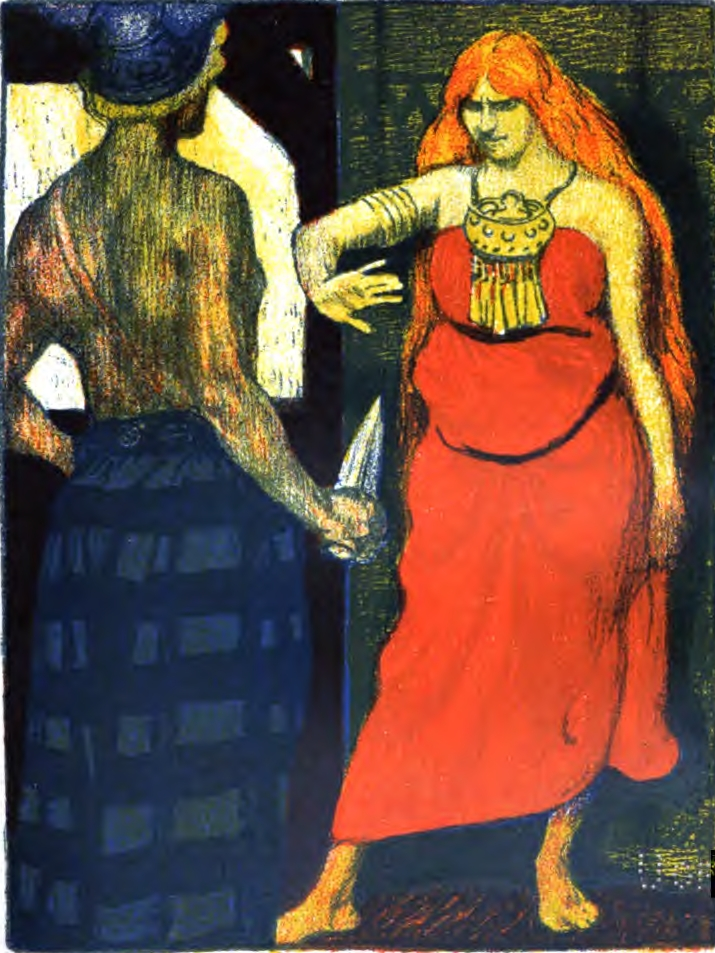
Skírnír bedreigt Gerd, 1903
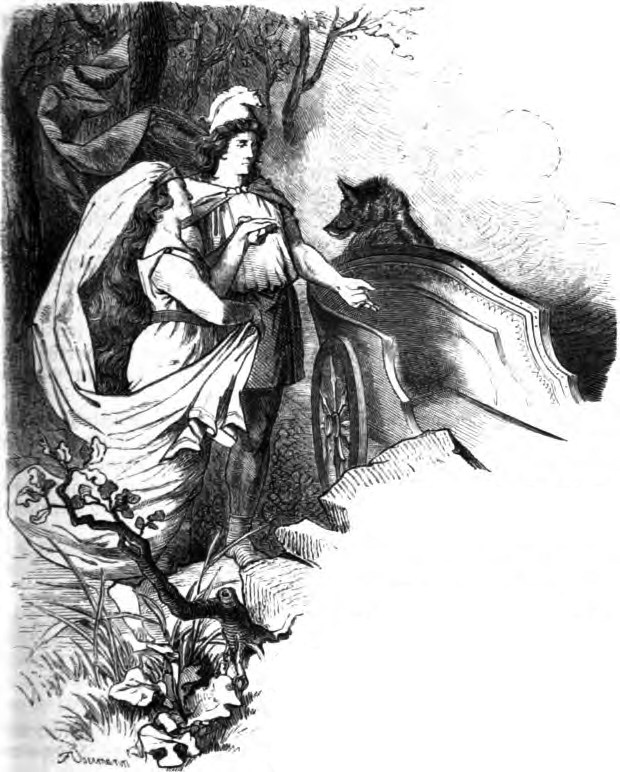
Skírnír dwingt Gerd om hem te volgen, 1882
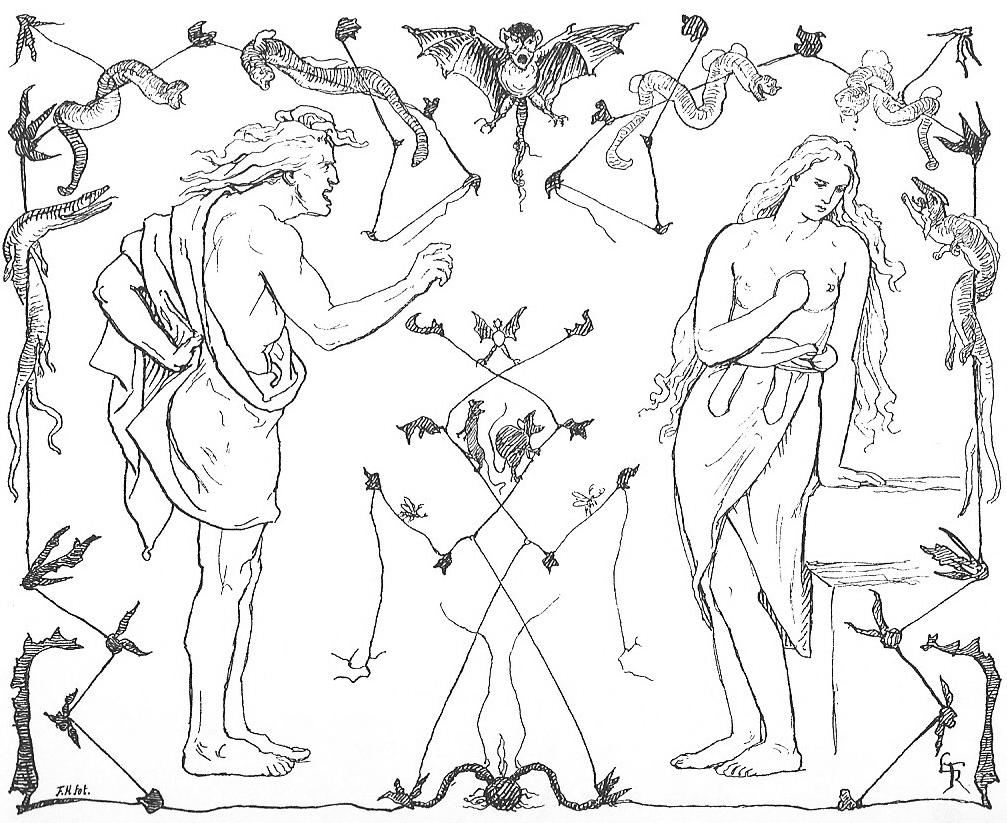